# Trimenia wallengrenii
Trimenia wallengrenii är en fjärilsart som beskrevs av Henry Trimen 1887. Trimenia wallengrenii ingår i släktet Trimenia och familjen juvelvingar. IUCN kategoriserar arten globalt som starkt hotad. Inga underarter finns listade i Catalogue of Life.